# Cambridge English: Advanced

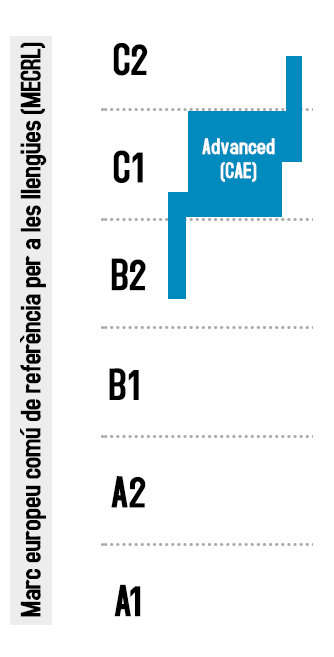
Nivell del CAE al Marc europeu comú de referència per a les llengües

El Cambridge English: Advanced, també anomenat Certificate in Advanced English (CAE), és un examen d'anglès de Cambridge English Language Assessment (anteriorment conegut com a Cambridge ESOL). És una qualificació de nivell alt que correspon al nivell C1 del Marc europeu comú de referència per a les llengües (MECRL). i pot ser utilitzat per a finalitats d'estudi, feina i immigració.
El Cambridge English: Advanced va ser creat el 1991 com a resposta a les peticions rebudes des de les acadèmies d'idiomes, que al·legaven que hi havia un espai massa gran entre el Cambridge English: First i el Cambridge English: Proficiency.

## Estructura
L'examen consta de quatre parts, que incorporen les quatre competències lingüístiques (comprensió lectora, expressió escrita, comprensió oral i expressió oral). Els candidats poden escollir fer l'examen en paper o en un ordinador.
1. Reading and Use of English (1 hora i 30 minuts – 40% de la puntuació total)
La part de Reading and Use of English avalua la comprensió lectora i els coneixements de gramàtica i vocabulari. Consta de 8 apartats i 56 preguntes.
Els exercicis inclouen preguntes amb múltiples opcions de resposta, relacionar textos, omplir textos amb buits, transformar paraules i transformar frases utilitzant una paraula clau i conservant el significat original.
Els apartats 1 a 4 són tasques de gramàtica i vocabulari, mentre que els apartats 5 a 8 són textos amb activitats de comprensió lectora.
2. Writing (1 hora i 30 minuts – 20% de la puntuació total)
La part de Writing (expressió escrita) consta de dos apartats on cal escriure dos textos.
L'apartat 1 és un exercici obligatori. Es planteja un breu text i tres punts o temàtiques relacionades. Els candidats han d'escollir dos d'aquests punts i redactar una opinió amb arguments, d'entre 220 i 260 paraules.
L'apartat 2 proposa tres textos de tipus diferents: un correu electrònic o carta, una proposta, un informe o una ressenya. Els candidats n'han d'escollir un i redactar entre 220 i 260 paraules. Tots els textos venen acompanyats d'unes guies, que poden ser el context, el tema, l'objectiu o el lector final.
3. Listening (aproximadament 40 minuts – 20% de la puntuació total)
La part de Listening (comprensió oral) consta de quatre apartats on els candidats escolten diversos textos orals i converses.
Els textos gravats poden ser monòlegs, programes de ràdio, converses entre dues o més persones, entrevistes, etc. Els candidats han d'extreure la informació dels textos per respondre preguntes amb múltiples opcions de resposta, completar frases amb buits d'informació i relacionar les informacions que donen els interlocutors.
4. Speaking (15 minuts – 20% de la puntuació total)
La part de Speaking (expressió oral) té quatre apartats i es realitza cara a cara amb un altre candidat i dos examinadors. Els candidats han de demostrar les seves habilitats de conversa responent preguntes plantejades per l'examinador, comparant fotografies i debatent conjuntament sobre un tema determinat.

## Puntuació i resultats
El full de resultats (Statement of Results) mostra quatre elements: una nota (A, B, C o nivell B2), una puntuació global de l'examen seguint l'Escala de Cambridge English, una puntuació específica per a cada competència lingüística (Reading, Writing, Listening, Speaking i Use of English) i el nivell del Marc europeu comú de referència per a les llengües.
| Nota      | Puntuació a l'Escala de Cambridge English | Nivell del MECRL |
| A         | 200-210                                   | C2               |
| B         | 193-199                                   | C1               |
| C         | 180-192                                   | C1               |
| Nivell B2 | 160-179                                   | B2               |

Els candidats que obtenen una puntuació de 180 o superior reben un certificat, que mostra la nota i el nivell del Marc europeu comú de referència per a les llengües. Tot i que l'examen està pensat per al nivell C1, també certifica l'habilitat al nivell inferior B2 i al superior C2. Als candidats que no demostren una habilitat de nivell C1, sinó de B2, se'ls reconeix amb un certificat de Cambridge English de nivell B2. Aquells candidats que excepcionalment demostren una habilitat superior al nivell C1, reben un certificat de nivell C2.
Certificat de Cambridge English nivell B2
- Puntuacions entre 160 i 179.

Certificate in Advanced English nivell C1
- Notes B i C
- Puntuacions entre 180 i 199.

Certificate in Advanced English nivell C2
- Nota A
- Puntuacions entre 200 i 210[5]